# حادثة خطوط ساوريا الجوية 2024
في 24 يوليو 2024، تحطمت طائرة بومباردييه سي آر جيه 200 تابعة لشركة طيران ساوريا بعد وقت قصير من إقلاعها في مطار تريبوفان الدولي في كاتماندو، نيبال، مما أسفر عن مقتل 18 من أصل 19 شخصًا كانوا على متنها.

## الطائرة
كانت الطائرة المعنية من طراز بومباردييه سي آر جيه 200، تحمل الرقم التسلسلي للشركة المصنعة 7772 وتسجيلها 9N-AME. صُنعت الطائرة عام 2003.
وكانت الرحلة التي كانت تقوم بها الطائرة مخصصة للطيران من مطار تريبوفان الدولي الواقع في كاتماندو، نيبال إلى بوخارا، وكانت تقل اثنين من أفراد طاقم الطائرة بالإضافة إلى 17 فنيًا يعملون لإجراء الصيانة الروتينية للطائرة.

## التحطم
وقع الحادث في 24 يوليو 2024 حوالي الساعة 11:15 بعد وقت قصير من إقلاع الطائرة من المدرج، ارتفعت قليلاً فوق المدرج قبل أن تميل وتتحطم، وأشارت اللقطات وروايات شهود العيان إلى أن الطائرة أقلعت من الجانب الجنوبي للمدرج الواقع في كوتيشور، مما أدى إلى انحراف حاد وسقطت مع اصطدام طرف جناحها بالأرض أولاً. اشتعلت النيران في الطائرة عند الاصطدام وانزلقت في ممر ضيق شرق المدرج بين حظيرة الطائرات ومحطة الرادار. وأظهرت لقطات مصورة للحادث رجال الإطفاء وهم يقومون بإخماد الحريق أثناء محاولتهم إنقاذ الناجين.
وقُتل في الحادث ثمانية عشر شخصا، من بينهم مواطن أجنبي (يمني). فيما كان الطيار مانيش شاكيا هو الناجي الوحيد من الحادث، ونُقل إلى مستشفى كلية الطب في كاتماندو.
وأفاد أحد مسؤولي المطار أن "أصوات طقطقة" جاءت على ما يبدو من الطائرة قبل تحطمها.

## الركاب والطاقم
يتألف الطاقم من قائد الطيارة الكابتن مانيش شاكيا، بينما كان الطيار المساعد سوشانت كاتوال. بالإضافة إلى 17 راكبا من الفنيين الذين كانوا على متن الطائرة لإجراء الصيانة الدورية للطائرة، قتل جميع من في الطائر نتيجة الاصطدام الشديد بالأرض بعد الحادث، باستثناء الطيار مانيش شاكيا.